# Знаки поштової оплати України 2025
Знаки поштової оплати України 2025 — перелік поштових марок, введених в обіг Укрпоштою у 2025 році.
Відсортовані за датою введення.

## Список комеморативних марок
|                 |  |  |
| № 2142 і № 2143 |  |  |

|                 |  |  |
| № 2144 і № 2145 |  |  |

|                 |  |  |
| № 2146 і № 2147 |  |  |

|                 |  |  |
| № 2149 і № 2150 |  |  |

|                 |  |  |
| № 2154 і № 2155 |  |  |

|                 |  |  |
| № 2156 і № 2157 |  |  |

|                 |  |  |
| № 2158 і № 2159 |  |  |

## Випуски стандартних марок

### Десятий випуск стандартних поштових марок («Українська народна писанка» 2022—..)
| № у каталозі | Зображення | Опис та джерело                  | Номінал | Дата введення в обіг | Тираж   | Дизайн                                                                |
| ------------ | ---------- | -------------------------------- | ------- | -------------------- | ------- | --------------------------------------------------------------------- |
| № 2197       |            | «Писанки»: Буковина, м. Чернівці | «U»     | 23 липня 2025 року   | масовий | Автор концепції — Наталія Андрійченко;дизайн марки — Оксана Шуклінова |

## Конверти першого дня гашення
Друк офсетний формат
- С5 — 162×229 мм
- С6 — 114×162 мм

| № у каталозі                    | Зображення | Зображення    | Опис та джерело                                                       | Дата введення в обіг | Формат, мм | Тираж   | Дизайн                                       |
| № у каталозі                    | Конверт    | Штемпель      | Опис та джерело                                                       | Дата введення в обіг | Формат, мм | Тираж   | Дизайн                                       |
| ------------------------------- | ---------- | ------------- | --------------------------------------------------------------------- | -------------------- | ---------- | ------- | -------------------------------------------- |
| № КПД 867 № ШПД 1007 № ШПД 1008 |            | № 1007 № 1008 | I'm Fine:)                                                            | 16 січня 2025        | С6         | 25 000  | Ukrainian Witness                            |
| № КПД 868 № ШПД 1009            |            |               | Український народний одяг. Курщина. Білгородщина. Кубань              | 22 січня 2025        | С6         | 25 000  | Микола Кочубей                               |
| № КПД 869 № ШПД 1009            |            | С5            | Український народний одяг. Курщина. Білгородщина. Кубань              | 22 січня 2025        | 20 000     |         | Микола Кочубей                               |
| № КПД 870 № ШПД 1010            |            |               | Міста Героїв. Волноваха                                               | 18 лютого 2025       | С6         | 25 000  | військовий художник «Данте»                  |
| № КПД 871 № ШПД 1011            |            |               | ART vs WAR. James Сolomina                                            | 24 лютого 2025       | С5         | 25 000  | Костянтин Лапушен                            |
| № КПД 872 № ШПД 1012            |            |               | Міста Героїв. Маріуполь                                               | 14 березня 2025      | С6         | 25 000  | Вікторія Анікієнко (КПД)                     |
| № КПД 873 № ШПД 1013            |            |               | Маяки України                                                         | 4 квітня 2025        | С5         | 20 000  | Оксана Шуклінова                             |
| № ШПД 964                       | -          |               | Вівтар Свободи. Святі ікони на броні                                  | 23 квітня 2025       |            |         | Володимир Таран (ШПД)                        |
| № КПД 874 № ШПД 1014            |            |               | До Дня матері. Я живу тобою…                                          | 9 травня 2025        | С6         | 20 000  | Олександр Охапкін (КПД)                      |
| № КПД 875 № ШПД 1015            |            |               | Героїчні професії. Місія: правда                                      | 22 травня 2025       | С6         | 20 000  | Антон Логов                                  |
| № КПД 876 № ШПД 1016            |            |               | До Дня піхоти. Сіль землі                                             | 27 травня 2025       | С6         | 20 000  | Андрій Єрмоленко (КПД)                       |
| № КПД 877 № ШПД 1017            |            |               | До Всесвітнього дня донора крові. Шанс на життя                       | 14 червня 2025       | С6         | 20 000  | Ліза Маркіна                                 |
| № НХК 879 № ШПД 1019            |            |               | Мелітополь — це Україна!                                              | 26 червня 2025       | С6         | 100 000 | Наталія Кохаль (НХК)                         |
| № КПД 880 № ШПД 1020            |            |               | Буде тобі, враже, так, як Відьма скаже                                | 15 липня 2025        | С6         | 20 000  | Катерина Штанко (КПД)                        |
| № КПД 815 № ШПД 1021            |            |               | «Писанки»: Буковина, м. Чернівці                                      | 23 липня 2025        | С6         | 50 000  | Наталія Кохаль (КПД); Оксана Шуклінова (ШПД) |
| № КПД 881 № ШПД 1022            |            |               | «Випуск за програмою EUROPA 2025. Національні археологічні відкриття» | 15 серпня 2025       | С6         | 15 000  | С.Харук, О.Харук                             |

## Лімітовані випуски Укрпошти за проєктом «Власна марка»
У 2025 році Укрпошта здійснила низку лімітованих випусків обмеженим тиражем за проєктом «Власна марка» з номерними марковими аркушами.
| № базового аркушу «Власна марка» у каталозі | Назва                                                                  | Дата введення в обіг | Тираж аркушу | Дизайн                                                               |
| ------------------------------------------- | ---------------------------------------------------------------------- | -------------------- | ------------ | -------------------------------------------------------------------- |
| № П-26/1                                    | «Третя окрема штурмова бригада»                                        | 24 січня 2025        | 1300         | Третя окрема штурмова бригада                                        |
| № П-26/1                                    | «Військова служба правопорядку»                                        | 3 лютого 2025        | 1370         | Військова служба правопорядку України                                |
| № П-26/1                                    | «15 окрема бригада артилерійської розвідки „Чорний ліс“»               | 11 лютого 2025       | 1340         | 15-та окрема бригада артилерійської розвідки «Чорний ліс»            |
| № П-26/1                                    | «21 окремий батальйон спеціального призначення»                        | 10 березня 2025      | 1450         | Дизайн — Володимир Таран, фото — Антон Шевельов                      |
| № П-26/1                                    | «Національна Гвардія України»                                          | 24 березня 2025      | 1400         | Національна Гвардія України                                          |
| № П-27                                      | «45 окрема артилерійська бригада імені генерала Мирона Тарнавського»   | 2 квітня 2025        | 1300         | Володимир Таран                                                      |
| № П-27                                      | «Zbroya. Smart force»                                                  | 13 квітня 2025       | 1300         | Міністерство з питань стратегічних галузей промисловості України     |
| № П-26/1                                    | «117 окрема важка механізована бригада»                                | 8 травня 2025        | 1300         | Юрій Шаповал                                                         |
| № П-27                                      | «АРТАН. Спецпідрозділ ГУР МО України»                                  | 17 травня 2025       | 1670         | Валерій Ручка                                                        |
| № П-27                                      | «Бригада РУБІЖ. Гідні. 10 років»                                       | 23 травня 2025       | 1300         | Георгій Сагітов                                                      |
| № П-26/1                                    | «57 окрема мотопіхотна бригада імені кошового атамана Костя Гордієнка» | 11 червня 2025       | 1300         | 57 окрема мотопіхотна бригада імені кошового атамана Костя Гордієнка |
| № П-26/1                                    | «Окрема президентська бригада імені гетьмана Богдана Хмельницького»    | 27 червня 2025       | 1200         | Дизайн Окремої президентської бригади                                |
| № П-26/1                                    | «Військово-морські сили. Корвет F211 „Гетьман Іван МАЗЕПА“»            | 6 липня 2025         | 1200         | Дизайн ВМС. Художник Володимир Таран                                 |
| № П-26/1                                    | «63 окрема механізована бригада. Свободу здобуваємо в бою»             | 21 липня 2025        | 1250         |                                                                      |
| № П-26/1                                    | «7 прикордонний Карпатський загін»                                     | 1 серпня 2025        | 1050         |                                                                      |

## Літерні номінали марок
| Літерний номінал | Відповідність тарифу/грошовому еквіваленту | Відповідність тарифу/грошовому еквіваленту | Тариф |
| Літерний номінал | з 01.10.2024 до 31.12.2024                 | з 01.01.2025                               | Тариф |
| ---------------- | ------------------------------------------ | ------------------------------------------ | --- |
|                  | Вартість, грн                              |                                            | |
| H                | 0,60                                       | 0,60                                       | Доплатна марка |
| T                | 18,00                                      | 20,00                                      | Пересилання внутрішнього простого листа без оголошеної цінності масою до 50 грамів                                                                                          |
| D                | 18,00                                      | 20,00                                      | Пересилання внутрішнього простого листа без оголошеної цінності масою до 50 грамів                                                                                          |
| U                | 18,00                                      | 20,00                                      | Пересилання внутрішнього простого листа без оголошеної цінності масою до 50 грамів                                                                                          |
| V                | 18,00                                      | 20,00                                      | Пересилання внутрішнього простого листа без оголошеної цінності масою до 50 грамів                                                                                          |
| L                | 18,00                                      | 20,00                                      | Пересилання внутрішнього простого листа без оголошеної цінності масою до 50 грамів                                                                                          |
| M                | 36,00                                      | 40,00                                      | Пересилання внутрішнього реєстрованого листа без оголошеної цінності масою до 50 грамів, простого листа без оголошеної цінності масою понад 50 грамів до 250 грамів включно |
| F                | 36,00                                      | 40,00                                      | Пересилання внутрішнього реєстрованого листа без оголошеної цінності масою до 50 грамів, простого листа без оголошеної цінності масою понад 50 грамів до 250 грамів включно |
| X                | 72,00                                      | 80,00                                      | Доплатна марка |
|                  | Вартість, доларів США (за курсом НБУ)      |                                            | |
| C                | 1,00 + 20 % ПДВ                            | 1,00 + 20 % ПДВ                            | Пересилання поштової картки масою до 20 грамів включно до іноземних держав                                                                                                  |
| Є                | 1,00 + 20 % ПДВ                            | 1,00 + 20 % ПДВ                            | Пересилання поштової картки масою до 20 грамів включно до іноземних держав                                                                                                  |
| G                | 1,00 + 20 % ПДВ                            | 1,00 + 20 % ПДВ                            | Пересилання поштової картки масою до 20 грамів включно до іноземних держав                                                                                                  |
| A                | 1,00 + 20 % ПДВ                            | 1,00 + 20 % ПДВ                            | Пересилання поштової картки масою до 20 грамів включно до іноземних держав                                                                                                  |
| Z                | 1,00 + 20 % ПДВ                            | 1,00 + 20 % ПДВ                            | Пересилання поштової картки масою до 20 грамів включно до іноземних держав                                                                                                  |
| Ж                | 1,00 + 20 % ПДВ                            | 1,00 + 20 % ПДВ                            | Пересилання поштової картки масою до 20 грамів включно до іноземних держав                                                                                                  |
| N                | 1,50 + 20 % ПДВ                            | 1,50 + 20 % ПДВ                            | Пересилання непріоритетного листа масою до 50 грамів включно до іноземних держав                                                                                            |
| R                | 1,50 + 20 % ПДВ                            | 1,50 + 20 % ПДВ                            | Пересилання непріоритетного листа масою до 50 грамів включно до іноземних держав                                                                                            |
| W                | 1,50 + 20 % ПДВ                            | 1,50 + 20 % ПДВ                            | Пересилання непріоритетного листа масою до 50 грамів включно до іноземних держав                                                                                            |
| P                | 5,00 + 20 % ПДВ                            | 5,00 + 20 % ПДВ                            | Доплатна марка |